# جام جهانی کشتی ۲۰۱۶ - فرنگی مردان
مسابقه جام جهانی کشتی فرنگی مردان در سال ۲۰۱۶ برای سومین بار در شهر شیراز و در ایران به تاریخ ۱۹ الی ۲۰ می برگزار گردید.

## مرحله گروهی
|  | تیم منتخب برای مقام اول  |
|  | تیم منتخب برای مقام سوم  |
|  | تیم منتخب برای مقام پنجم |
|  | تیم منتخب برای مقام هفتم |

### گروه الف
| تیم      | بازی | برد | باخت |
| -------- | ---- | --- | ---- |
| روسیه    | ۳    | ۳   | ۰    |
| قزاقستان | ۳    | ۲   | ۱    |
| بلاروس   | ۲    | ۱   | ۲    |
| آلمان    | ۲    | ۰   | ۳    |

| روسیه ۷ - ۱ بلاروس | روسیه ۷ - ۱ بلاروس   | روسیه ۷ - ۱ بلاروس | روسیه ۷ - ۱ بلاروس |
| وزن                | روسیه                | نتیجه              | بلاروس             |
| ------------------ | -------------------- | ------------------ | ------------------ |
| ۵۹ ک‌گ              | سرگی امیلین          | ۸ – ۰              | البیک تاجیف        |
| ۶۶ ک‌گ              | زائور کابالوئف       | ۸ – ۰              | نیکیتا زینویچ      |
| ۷۱ ک‌گ              | ابویزید مانتسیگوف    | ۷ – ۳              | پاول لیاخ          |
| ۷۵ ک‌گ              | ایراکلی کالاندیا     | ۷ – ۴              | تسیمور بردی‌ئف      |
| ۸۰ ک‌گ              | آلان ایگورویچ خوگائف | ۱۶ – ۸             | پاول پامینچوک      |
| ۸۵ ک‌گ              | سوسروکو کودزوکوف     | ۷ – ۰              | هوها هانیدزه       |
| ۹۸ ک‌گ              | کانتمیر ماگومدوف     | ۲ – ۶              | سرگی ستارودوب      |
| ۱۳۰ ک‌گ             | سرگی سمینوف          | ۴ – ۲              | گئورگی چوگاشویلی   |

| قزاقستان ۵ - ۳ آلمان | قزاقستان ۵ - ۳ آلمان | قزاقستان ۵ - ۳ آلمان | قزاقستان ۵ - ۳ آلمان |
| وزن                  | قزاقستان             | نتیجه                | آلمان                |
| -------------------- | -------------------- | -------------------- | -------------------- |
| ۵۹ ک‌گ                | روسلان ایتمگنوف      | ۰ – ۵                | داستین شرف           |
| ۶۶ ک‌گ                | اشکات ژانبیروف       | ۹ – ۰                | محمد یتر             |
| ۷۱ ک‌گ                | دارخن بایموختوف      | ۲ – ۱                | ماکسیمیلیان شوابه    |
| ۷۵ ک‌گ                | میراس بارشیلیکوف     | ۱۱ – ۲               | جان روتر             |
| ۸۰ ک‌گ                | آسخات دیلمحمداف      | ۲ – ۰                | هانس واگنر           |
| ۸۵ ک‌گ                | حسین موتسولگوف       | ۱ – ۳                | فلوریان نومایر       |
| ۹۸ ک‌گ                | علیم‌خان سیزدیکوف     | ۲ – ۱۱               | محمد سور             |
| ۱۳۰ ک‌گ               | نورماخان تینالیف     | ۴ف – ۰               | کریستین جان          |

| روسیه ۷ - ۱ آلمان | روسیه ۷ - ۱ آلمان | روسیه ۷ - ۱ آلمان | روسیه ۷ - ۱ آلمان |
| وزن               | روسیه             | نتیجه             | آلمان             |
| ----------------- | ----------------- | ----------------- | ----------------- |
| ۵۹ ک‌گ             | ژانبولات لوکائف   | ۵ – ۰             | داستین شرف        |
| ۶۶ ک‌گ             | عظمت احمدوف       | ۷ – ۴             | محمد یتر          |
| ۷۱ ک‌گ             | دنیس موراتازین    | ۲ – ۰             | ماکسیمیلیان شوابه |
| ۷۵ ک‌گ             | ایراکلی کالاندیا  | ۹ – ۳             | جان روتر          |
| ۸۰ ک‌گ             | رمضان آباچارائف   | ۸ – ۰             | هانس واگنر        |
| ۸۵ ک‌گ             | امیل شرف‌الدین‌اف   | ۳ – ۰             | فلوریان نومایر    |
| ۹۸ ک‌گ             | الکساندر گولووین  | ۲ – ۳             | محمد سور          |
| ۱۳۰ ک‌گ            | زورابی گدخائوری   | ۴ – ۳             | کریستین جان       |

| بلاروس ۳ - ۵ قزاقستان | بلاروس ۳ - ۵ قزاقستان | بلاروس ۳ - ۵ قزاقستان | بلاروس ۳ - ۵ قزاقستان |
| وزن                   | بلاروس                | نتیجه                 | قزاقستان              |
| --------------------- | --------------------- | --------------------- | --------------------- |
| ۵۹ ک‌گ                 | البیک تاجیف           | ۰ – ۸                 | میرآمبک آیناگولوف     |
| ۶۶ ک‌گ                 | نیکیتا زینویچ         | ۲ – ۱۰                | اشکات ژانبیروف        |
| ۷۱ ک‌گ                 | پاول لیاخ             | ۴ – ۱                 | آیبک ینسخانوف         |
| ۷۵ ک‌گ                 | تسیمور بردی‌ئف         | ۰ – ۸                 | دوسژان کارتیکوف       |
| ۸۰ ک‌گ                 | پاول پامینچوک         | ۱ – ۴                 | آسخات دیلمحمداف       |
| ۸۵ ک‌گ                 | هوها هانیدزه          | ۱۳ – ۴                | حسین موتسولگوف        |
| ۹۸ ک‌گ                 | سرگی ستارودوب         | ۹ – ۴                 | ژاناربک کبودولف       |
| ۱۳۰ ک‌گ                | گئورگی چوگاشویلی      | ۰ – ۳                 | دامیر کاظم‌بایف        |

| روسیه ۷ - ۱ قزاقستان | روسیه ۷ - ۱ قزاقستان | روسیه ۷ - ۱ قزاقستان | روسیه ۷ - ۱ قزاقستان |
| وزن                  | روسیه                | نتیجه                | قزاقستان             |
| -------------------- | -------------------- | -------------------- | -------------------- |
| ۵۹ ک‌گ                | سرگی امیلین          | ۹ – ۰                | میرآمبک آیناگولوف    |
| ۶۶ ک‌گ                | زائور کابالوئف       | ۹ – ۰                | اشکات ژانبیروف       |
| ۷۱ ک‌گ                | ابویزید مانتسیگوف    | ۵ – ۲                | دارخن بایموختوف      |
| ۷۵ ک‌گ                | ایراکلی کالاندیا     | ۰ – ۳                | دوسژان کارتیکوف      |
| ۸۰ ک‌گ                | آلان ایگورویچ خوگائف | ۴ف – ۳               | آسخات دیلمحمداف      |
| ۸۵ ک‌گ                | سوسروکو کودزوکوف     | ۵ – ۰                | حسین موتسولگوف       |
| ۹۸ ک‌گ                | کانتمیر ماگومدوف     | ۸ – ۰                | ژاناربک کبودولف      |
| ۱۳۰ ک‌گ               | سرگی سمینوف          | ۳ – ۲                | نورماخان تینالیف     |

| بلاروس ۶ - ۲ آلمان | بلاروس ۶ - ۲ آلمان | بلاروس ۶ - ۲ آلمان | بلاروس ۶ - ۲ آلمان |
| وزن                | بلاروس             | نتیجه              | آلمان              |
| ------------------ | ------------------ | ------------------ | ------------------ |
| ۵۹ ک‌گ              | البیک تاجیف        | ۰ – ۳              | داستین شرف         |
| ۶۶ ک‌گ              | نیکیتا زینویچ      | ۴ – ۲              | محمد یتر           |
| ۷۱ ک‌گ              | پاول لیاخ          | ۰ – ۵              | ماکسیمیلیان شوابه  |
| ۷۵ ک‌گ              | تسیمور بردی‌ئف      | ۸ – ۰              | جان روتر           |
| ۸۰ ک‌گ              | پاول پامینچوک      | ۴ – ۰              | هانس واگنر         |
| ۸۵ ک‌گ              | هوها هانیدزه       | ۵ – ۰              | فلوریان نومایر     |
| ۹۸ ک‌گ              | سرگی ستارودوب      | ۴ – ۰              | محمد سور           |
| ۱۳۰ ک‌گ             | گئورگی چوگاشویلی   | ۸ – ۰              | کریستین جان        |

### گروه ب
| تیم              | بازی | برد | باخت |
| ---------------- | ---- | --- | ---- |
| ایران            | ۳    | ۳   | ۰    |
| ترکیه            | ۳    | ۲   | ۱    |
| جمهوری آذربایجان | ۳    | ۱   | ۲    |
| اوکراین          | ۳    | ۰   | ۳    |

| ترکیه ۵ - ۳ جمهوری آذربایجان | ترکیه ۵ - ۳ جمهوری آذربایجان | ترکیه ۵ - ۳ جمهوری آذربایجان | ترکیه ۵ - ۳ جمهوری آذربایجان |
| وزن                          | ترکیه                        | نتیجه                        | جمهوری آذربایجان             |
| ---------------------------- | ---------------------------- | ---------------------------- | ---------------------------- |
| ۵۹ ک‌گ                        | فاتح اوچونسو                 | ۱ – ۲                        | طالح ممدوف                   |
| ۶۶ ک‌گ                        | عبدالصمت گونال               | ۹ – ۰                        | المان مختاروف                |
| ۷۱ ک‌گ                        | سلسوک گورسل                  | ۰ – ۹                        | رستم علی‌اف                   |
| ۷۵ ک‌گ                        | فورکان بایراک                | ۷ – ۴                        | شامیستان گولوزاده            |
| ۸۰ ک‌گ                        | برهان آکبوداک                | ۹ – ۷                        | امین احمدوف                  |
| ۸۵ ک‌گ                        | ایلدیم کانسو                 | ۰ – ۵                        | اسلام عباس‌اف                 |
| ۹۸ ک‌گ                        | فتیح باشکوی                  | ۲ – ۰                        | اورخان نورایف                |
| ۱۳۰ ک‌گ                       | آتیلا گوزل                   | ۲ – ۰                        | اویان نظریانی                |

| ایران ۸ - ۰ اوکراین | ایران ۸ - ۰ اوکراین | ایران ۸ - ۰ اوکراین | ایران ۸ - ۰ اوکراین |
| وزن                 | ایران               | نتیجه               | اوکراین             |
| ------------------- | ------------------- | ------------------- | ------------------- |
| ۵۹ ک‌گ               | مهرداد مردانی       | ۷ – ۳               | ایوان میاگکی        |
| ۶۶ ک‌گ               | مهدی زیدوند         | ۸ – ۰               | آرتور پولیتائف      |
| ۷۱ ک‌گ               | افشین بیابانگرد     | ۸ – ۰               | الکساندر لیتوینوف   |
| ۷۵ ک‌گ               | سعید عبدولی         | ۹ – ۰               | ایوان پیشکوف        |
| ۸۰ ک‌گ               | رامین طاهری         | ۱ – ۱               | یاروسلاو فیلچاکوف   |
| ۸۵ ک‌گ               | حبیب‌الله اخلاقی     | ۶ – ۰               | الکساندر شیشمان     |
| ۹۸ ک‌گ               | قاسم رضایی          | ۹ – ۱               | زلیم‌خان ژیگاسوف     |
| ۱۳۰ ک‌گ              | بشیر باباجان‌زاده    | ۴ – ۰               | ایگور دیدیک         |

| ایران ۷ - ۱ جمهوری آذربایجان | ایران ۷ - ۱ جمهوری آذربایجان | ایران ۷ - ۱ جمهوری آذربایجان | ایران ۷ - ۱ جمهوری آذربایجان |
| وزن                          | ایران                        | نتیجه                        | جمهوری آذربایجان             |
| ---------------------------- | ---------------------------- | ---------------------------- | ---------------------------- |
| ۵۹ ک‌گ                        | سامان عبدولی                 | ۳ – ۱                        | ساکت گولی‌اف                  |
| ۶۶ ک‌گ                        | امید نوروزی                  | ۸ – ۰                        | آزاد علی‌اف                   |
| ۷۱ ک‌گ                        | افشین بیابانگرد              | ۴ – ۰                        | روحین میکایلوف               |
| ۷۵ ک‌گ                        | پیام بویری                   | ۸ – ۰                        | شامیستان گولوزاده            |
| ۸۰ ک‌گ                        | یوسف قادریان                 | ۵ – ۰                        | امین احمدوف                  |
| ۸۵ ک‌گ                        | حسین نوری (کشتی فرنگی)       | ۴ – ۶                        | اسلام عباس‌اف                 |
| ۹۸ ک‌گ                        | مهدی علیاری                  | ۸ – ۰                        | تورمان ایوب‌اف                |
| ۱۳۰ ک‌گ                       | بهنام مهدی‌زاده               | ۳ – ۲                        | اویان نظریانی                |

| ترکیه ۶ - ۲ اوکراین | ترکیه ۶ - ۲ اوکراین | ترکیه ۶ - ۲ اوکراین | ترکیه ۶ - ۲ اوکراین |
| وزن                 | ترکیه               | نتیجه               | اوکراین             |
| ------------------- | ------------------- | ------------------- | ------------------- |
| ۵۹ ک‌گ               | شریف کیلیچ          | ۹ – ۰               | ایوان میاگکی        |
| ۶۶ ک‌گ               | انس باشار           | ۶ف – ۰              | آرتور پولیتائف      |
| ۷۱ ک‌گ               | مورات داگ           | ۶ – ۲               | الکساندر لیتوینوف   |
| ۷۵ ک‌گ               | یونس امره باشار     | ۷ – ۴               | ایوان پیشکوف        |
| ۸۰ ک‌گ               | دوگان گوکتاس        | ۲ – ۴               | یاروسلاو فیلچاکوف   |
| ۸۵ ک‌گ               | ایلدیم کانسو        | ۱ – ۲               | آندری گلادکیخ       |
| ۹۸ ک‌گ               | دوگان ایلماز        | ۳ – ۰               | زلیم‌خان ژیگاسوف     |
| ۱۳۰ ک‌گ              | آتیلا گوزل          | ۸ف – ۰              | ولادیسلاو وورونین   |

| جمهوری آذربایجان ۵ - ۳ اوکراین | جمهوری آذربایجان ۵ - ۳ اوکراین | جمهوری آذربایجان ۵ - ۳ اوکراین | جمهوری آذربایجان ۵ - ۳ اوکراین |
| وزن                            | جمهوری آذربایجان               | نتیجه                          | اوکراین                        |
| ------------------------------ | ------------------------------ | ------------------------------ | ------------------------------ |
| ۵۹ ک‌گ                          | طالح ممدوف                     | ۴ – ۲                          | ایوان میاگکی                   |
| ۶۶ ک‌گ                          | آزاد علی‌اف                     | ۸ – ۳                          | آرتور پولیتائف                 |
| ۷۱ ک‌گ                          | روحین میکایلوف                 | ۲ – ۰                          | الکساندر لیتوینوف              |
| ۷۵ ک‌گ                          | رستم علی‌اف                     | ۳ – ۰                          | ایوان پیشکوف                   |
| ۸۰ ک‌گ                          | امین احمدوف                    | ۲ – ۴                          | یاروسلاو فیلچاکوف              |
| ۸۵ ک‌گ                          | اسلام عباس‌اف                   | ۱ – ۳                          | الکساندر شیشمان                |
| ۹۸ ک‌گ                          | اورخان نورایف                  | ۲ – ۰                          | زلیم‌خان ژیگاسوف                |
| ۱۳۰ ک‌گ                         | اویان نظریانی                  | ۲ – ۴                          | ایگور دیدیک                    |

| ایران ۷ - ۱ ترکیه | ایران ۷ - ۱ ترکیه | ایران ۷ - ۱ ترکیه | ایران ۷ - ۱ ترکیه |
| وزن               | ایران             | نتیجه             | ترکیه             |
| ----------------- | ----------------- | ----------------- | ----------------- |
| ۵۹ ک‌گ             | مهرداد مردانی     | ۸ – ۰             | شریف کیلیچ        |
| ۶۶ ک‌گ             | مهدی زیدوند       | ۱۰ – ۱            | عبدالصمت گونال    |
| ۷۱ ک‌گ             | عظیم گرمسیری      | ۵ – ۱             | سلسوک گورسل       |
| ۷۵ ک‌گ             | سعید عبدولی       | ۸ – ۰             | عثمان کوشه        |
| ۸۰ ک‌گ             | رامین طاهری       | ۴ – ۰             | دوگان گوکتاس      |
| ۸۵ ک‌گ             | حسین نوری         | ۳ – ۰             | ایلدیم کانسو      |
| ۹۸ ک‌گ             | مهدی علیاری       | ۲ – ۴             | دوگان ایلماز      |
| ۱۳۰ ک‌گ            | بشیر باباجان‌زاده  | ۸ – ۰             | علی‌نایل ارسلان    |

## مسابقات نهایی
| ایران ۸ - ۰ روسیه | ایران ۸ - ۰ روسیه | ایران ۸ - ۰ روسیه | ایران ۸ - ۰ روسیه |
| وزن               | ایران             | نتیجه             | روسیه             |
| ----------------- | ----------------- | ----------------- | ----------------- |
| ۵۹ ک‌گ             | سامان عبدولی      | ۲ – ۱             | سرگی امیلین       |
| ۶۶ ک‌گ             | امید نوروزی       | ۷ – ۲             | زائور کابالوئف    |
| ۷۱ ک‌گ             | افشین بیابانگرد   | ۳ – ۲             | ابویزید مانتسیگوف |
| ۷۵ ک‌گ             | سعید عبدولی       | برنده –           | ایراکلی کالاندیا  |
| ۸۰ ک‌گ             | رامین طاهری       | ۶ – ۴             | رمضان آباچارائف   |
| ۸۵ ک‌گ             | حبیب‌الله اخلاقی   | ۳ – ۰             | سوسروکو کودزوکوف  |
| ۹۸ ک‌گ             | قاسم رضایی        | ۲ – ۱             | کانتمیر ماگومدوف  |
| ۱۳۰ ک‌گ            | بشیر باباجان‌زاده  | ۷ – ۲             | سرگی سمینوف       |

| ترکیه ۴ برنده - ۴ قزاقستان | ترکیه ۴ برنده - ۴ قزاقستان | ترکیه ۴ برنده - ۴ قزاقستان | ترکیه ۴ برنده - ۴ قزاقستان |
| وزن                        | ترکیه                      | نتیجه                      | قزاقستان                   |
| -------------------------- | -------------------------- | -------------------------- | -------------------------- |
| ۵۹ ک‌گ                      | فاتح اوچونسو               | ۳ – ۰                      | میرآمبک آیناگولوف          |
| ۶۶ ک‌گ                      | انس باشار                  | ۰ – ۳                      | اشکات ژانبیروف             |
| ۷۱ ک‌گ                      | مورات داگ                  | ۲ – ۳                      | دارخن بایموختوف            |
| ۷۵ ک‌گ                      | فورکان بایراک              | ۰ – ۲                      | دوسژان کارتیکوف            |
| ۸۰ ک‌گ                      | برهان آکبوداک              | ۸ – ۰                      | آسخات دیلمحمداف            |
| ۸۵ ک‌گ                      | ایلدیم کانسو               | ۵ – ۲                      | حسین موتسولگوف             |
| ۹۸ ک‌گ                      | فتیح باشکوی                | ۱۰ – ۲                     | علیم‌خان سیزدیکوف           |
| ۱۳۰ ک‌گ                     | آتیلا گوزل                 | ۴ – ۶                      | نورماخان تینالیف           |

| بلاروس ۴.برنده - ۴ جمهوری آذربایجان | بلاروس ۴.برنده - ۴ جمهوری آذربایجان | بلاروس ۴.برنده - ۴ جمهوری آذربایجان | بلاروس ۴.برنده - ۴ جمهوری آذربایجان |
| وزن                                 | بلاروس                              | نتیجه                               | جمهوری آذربایجان                    |
| ----------------------------------- | ----------------------------------- | ----------------------------------- | ----------------------------------- |
| ۵۹ ک‌گ                               | البیک تاجیف                         | ۰ – ۸                               | ساکت گولی‌اف                         |
| ۶۶ ک‌گ                               | نیکیتا زینویچ                       | ۰ – ۹                               | المان مختاروف                       |
| ۷۱ ک‌گ                               | پاول لیاخ                           | ۴ – ۱                               | روحین میکایلوف                      |
| ۷۵ ک‌گ                               | تسیمور بردی‌ئف                       | ۴ف – ۰                              | شامیستان گولوزاده                   |
| ۸۰ ک‌گ                               | پاول پامینچوک                       | ۱ – ۰                               | امین احمدوف                         |
| ۸۵ ک‌گ                               | هوها هانیدزه                        | ۲ – ۳                               | اسلام عباس‌اف                        |
| ۹۸ ک‌گ                               | سرگی ستارودوب                       | ۵ – ۲                               | اورخان نورایف                       |
| ۱۳۰ ک‌گ                              | گئورگی چوگاشویلی                    | ۷ – ۸                               | اویان نظریانی                       |

| اوکراین ۵ - ۳ آلمان | اوکراین ۵ - ۳ آلمان | اوکراین ۵ - ۳ آلمان | اوکراین ۵ - ۳ آلمان |
| وزن                 | اوکراین             | نتیجه               | آلمان               |
| ------------------- | ------------------- | ------------------- | ------------------- |
| ایوان میاگکی        | ۸ – ۰               | داستین شرف          |                     |
| ۶۶ ک‌گ               | آرتور پولیتائف      | ۸ – ۰               | محمد یتر            |
| ۷۱ ک‌گ               | الکساندر لیتوینوف   | ۲ – ۱۱              | ماکسیمیلیان شوابه   |
| ۷۵ ک‌گ               | ایوان پیشکوف        | ۱ – ۴               | جان روتر            |
| ۸۰ ک‌گ               | یاروسلاو فیلچاکوف   | ۵ – ۰               | هانس واگنر          |
| ۸۵ ک‌گ               | آندری گلادکیخ       | ۲ – ۱               | فلوریان نومایر      |
| ۹۸ ک‌گ               | زلیم‌خان ژیگاسوف     | ۰ – ۹               | محمد سور            |
| ۱۳۰ ک‌گ              | ایگور دیدیک         | ۱۱ – ۰              | کریستین جان         |

## جدول رده‌بندی
| تیم              | بازی | برد | باخت |
| ---------------- | ---- | --- | ---- |
| ایران            | ۴    | ۴   | ۰    |
| روسیه            | ۴    | ۳   | ۱    |
| ترکیه            | ۴    | ۳   | ۱    |
| قزاقستان         | 4    | 2   | 2    |
| بلاروس           | ۴    | ۲   | ۲    |
| جمهوری آذربایجان | ۴    | ۱   | ۳    |
| اوکراین          | ۴    | ۱   | ۳    |
| آلمان            | ۴    | ۰   | ۴    |